# Quyền LGBT ở Liên minh châu Âu
Quyền LGBT ở Liên minh Châu Âu được bảo vệ theo các hiệp ước và luật pháp của Liên minh Châu Âu (EU). Hoạt động tình dục đồng giới là hợp pháp ở tất cả các quốc gia EU và phân biệt đối xử trong việc làm đã bị cấm từ năm 2000. Tuy nhiên, các quốc gia EU có luật khác nhau khi nói đến bất kỳ sự bảo vệ nào lớn hơn, kết hợp dân sự, hôn nhân đồng giới và nhận con nuôi của cặp vợ chồng đồng giới.

## Hôn nhân đồng giới

Hôn nhân đồng giới ở Liên minh châu Âu
Hôn nhân
Kết hợp dân sự
Kết hợp dân sự với quyền hạn chế
Đăng ký sống thử
Quyền cư trú cho vợ/chồng nước ngoài

Hôn nhân đồng giới đã được hợp pháp hóa ở Áo, Bỉ, Đan Mạch, Phần Lan, Pháp, Đức, Ireland, Luxembourg, Malta, Hà Lan, Bồ Đào Nha, Tây Ban Nha và Thụy Điển. Kết hợp dân sự đã được hợp pháp hóa ở Croatia, Síp, Cộng hòa Séc, Estonia,Hy Lạp, Hungary, Ý và Slovenia. Ở Đan Mạch, Thụy Điển và Phần Lan, quan hệ đối tác dân sự là hợp pháp từ năm 1989 đến 2012, và giữa năm 1995 và 2009, và giữa năm 2002 và 2017 tương ứng. Ở Đức, quan hệ đối tác cuộc sống đã đăng ký là hợp pháp từ năm 2001 đến 2017. Ở Ireland, quan hệ đối tác dân sự là hợp pháp từ năm 2011 đến 2015. Tuy nhiên, kết hợp dân sự/quan hệ đối tác cuộc sống đã đăng ký vẫn được công nhận ở tất cả các quốc gia này.
Bulgaria, Croatia, Hungary, Latvia, Litva, Ba Lan và Slovakia đã xác định hiến pháp hôn nhân là giữa nam và nữ.
Luật Liên minh châu Âu (Chỉ thị quyền công dân 2004/38/EC) yêu cầu các quốc gia thành viên hợp pháp hóa quan hệ đối tác đồng giới phải công nhận quan hệ đối tác của nhau vì mục đích tự do đi lại. Tuy nhiên, Nghị viện châu Âu đã phê duyệt một báo cáo kêu gọi công nhận lẫn nhau.
Theo tòa án công lý châu Âu án lệ dựa trên Chỉ thị khung bình đẳng việc làm, nhân viên trong quan hệ đối tác dân sự với bạn tình đồng giới phải được cấp những lợi ích giống như những người được cấp cho đồng nghiệp của họ khi kết hôn, nơi hôn nhân là không thể đối với các cặp đồng giới.  Tòa án đã thiết lập nguyên tắc này vào năm 2008 trong trường hợp Tadao Maruko v. Versorgungsanstalt der deutschen Bühnen liên quan đến một người Đức Công nhận các cặp đồng giới ở Đức. Vào tháng 12 năm 2013, Tòa án đã xác nhận điều này trong trường hợp Frédéric Hay v. Crédit agricole mutuel (C-267/12) liên quan đến một hiệp ước kết hợp dân sự của Pháp, kém hơn nhiều so với hôn nhân.
Ngoài ra, theo Tòa án Công lý Châu Âu trong trường hợp Coman and Others, theo phán quyết ngày 5 tháng 6 năm 2018, một "người phối ngẫu" (hoặc đối tác hoặc bất kỳ thành viên nào khác trong gia đình) trong [[Chỉ thị về quyền của công dân | ;  các quốc gia thành viên được yêu cầu trao quyền cư trú cho người phối ngẫu đồng giới (nước ngoài) của một công dân Liên minh châu Âu.

## Liệu pháp chuyển đổi
Vào tháng 3 năm 2018, đa số đại diện trong Nghị viện châu Âu đã thông qua một nghị quyết trong một cuộc bỏ phiếu 435-109 lên án liệu pháp chuyển đổi và kêu gọi các quốc gia thành viên Liên minh châu Âu cấm hành nghề. Một báo cáo được đưa ra bởi Nhóm Liên minh Nghị viện Châu Âu về quyền LGBT sau khi biện pháp được thông qua tuyên bố rằng "Hiện tại, chỉ có Vương quốc Anh, Malta và một số khu vực ở Tây Ban Nha đã cấm rõ ràng các liệu pháp chuyển đổi LGBTI."

## Luật thành viên quốc gia về xu hướng tình dục
Để biết chi tiết, xem: Quyền LGBT ở châu Âu#Pháp chế theo quốc gia hoặc lãnh thổ
Những người đồng tính công khai là được phép phục vụ trong quân đội của mọi quốc gia trừ Síp, tuy nhiên điều này trái với luật pháp châu Âu và hiếm khi được thi hành.
Vào tháng 12 năm 2016, Malta đã trở thành quốc gia đầu tiên ở EU - cũng như ở châu Âu - cấm điều trị chuyển đổi.
| Áo           | Có (Từ năm 2003)                                                                   | Có (Đăng ký hợp tác từ năm 2010)                                                      | Có (Từ năm 2019)                                                             | Có (Từ năm 2016)                                                                                                   | Tất cả           | Có               |        |    |
| Bỉ           | Không                                                                              | Có (Sống chung hợp pháp từ năm 2000)                                                  | Có (Từ năm 2003)                                                             | Có (Từ năm 2006)                                                                                                   | Tất cả           | Có               |        |    |
| Bulgaria     | Không                                                                              | Không                                                                                 | Cấm theo hiến pháp                                                           | Không | Tất cả           | Không            |        |    |
| Croatia      | Có (Từ năm 2003)                                                                   | Có (Quan hệ đối tác cuộc sống từ năm 2014)                                            | Cấm theo hiến pháp                                                           | De facto nhận con nuôi, thông qua giám hộ đối tác từ năm 2014                                                      | Tất cả           | Có               |        |    |
| Síp          | Không                                                                              | Có (Sống chung dân sự từ năm 2015)                                                    | Không                                                                        | Không | Tất cả           | Có               |        |    |
| Cộng hòa Séc | Có (Từ năm 2001)                                                                   | Có (Đối tác đã đăng ký từ năm 2006)                                                   | Không                                                                        | Không (Nuôi con nuôi đang chờ xử lý)                                                                               | Tất cả           | Không            |        |    |
| Đan Mạch     | Có (Từ năm 1986)                                                                   | Đối tác đã đăng ký từ năm 1989 đến 2012; quan hệ đối tác nhất định vẫn được công nhận | Có (Từ năm 2012)                                                             | Có (Từ năm 2010)                                                                                                   | Tất cả           | Có               |        |    |
| Estonia      | Không                                                                              | Có (Thỏa thuận chung sống từ năm 2016)                                                | Công nhận hôn nhân được tổ chức ở nước ngoài từ năm 2016                     | Nuôi con nuôi từ năm 2016                                                                                          | Tất cả           | Có               |        |    |
| Phần Lan     | Không                                                                              | Có (Đăng ký hợp tác từ năm 2002)                                                      | Có (Từ năm 2017)                                                             | Có (Từ năm 2017)                                                                                                   | Tất cả           | Có               |        |    |
| Pháp         | Có (Từ năm 1999)                                                                   | Có (Hiệp ước đoàn kết dân sự từ năm 1999)                                             | Có (Từ năm 2013)                                                             | Có (Từ năm 2013)                                                                                                   | Tất cả           | Có               |        |    |
| Đức          | Không                                                                              | Đối tác đăng ký từ năm 2001 đến 2017; quan hệ đối tác nhất định vẫn được công nhận    | Có (Từ năm 2017)                                                             | Có (Từ năm 2017)                                                                                                   | Một số           | Không            |        |    |
| Hy Lạp       | Không                                                                              | Có (Thỏa thuận chung sống từ năm 2015)                                                | Không                                                                        | Các cặp đồng giới trong quan hệ đối tác dân sự được phép trở thành cha mẹ nuôi. Các cá nhân LGBT có thể chấp nhận. | Tất cả           | Có               |        |    |
| Hungary      | Có (Từ năm 1996)                                                                   | Có (Đăng ký hợp tác từ năm 2009)                                                      | Không (Cấm theo hiến pháp)                                                   | Quan hệ đối tác dân sự từ 2011 đến 2015; quan hệ đối tác nhất định vẫn được công nhận                              | Có (Từ năm 2015) | Có (Từ năm 2015) | Tất cả | Có |
| Ý            | Có (Từ năm 2016)                                                                   | Có (Liên minh dân sự từ năm 2016)                                                     | Hôn nhân được thực hiện ở nước ngoài được thừa nhận bởi Tòa án giám đốc thẩm | Con nuôi của con nuôi được Tòa án giám đốc thẩm thừa nhận                                                          | Một số           | Không            |        |    |
| Latvia       | Không                                                                              | Không                                                                                 | Cấm theo hiến pháp                                                           | Không | Một số           | Không            |        |    |
| Litva        | Không                                                                              | Không                                                                                 | Cấm theo hiến pháp                                                           | Không | Tất cả           | Có               |        |    |
| Luxembourg   | Không                                                                              | Có (Đăng ký hợp tác từ năm 2004)                                                      | Có (Từ năm 2015)                                                             | Có (Từ năm 2015)                                                                                                   | Tất cả           | Có               |        |    |
| Malta        | Có (Từ năm 2017)                                                                   | Có (Liên minh dân sự từ năm 2014)                                                     | Có (Từ năm 2017)                                                             | Có (Từ năm 2014)                                                                                                   | Tất cả           | Có               |        |    |
| Hà Lan       | Có (Từ năm 1979)                                                                   | Có (Đăng ký hợp tác từ năm 1998)                                                      | Có (Từ năm 2001)                                                             | Có | Tất cả           | Có               |        |    |
| Ba Lan       | Không                                                                              | Không                                                                                 | Hiến pháp cấm                                                                | Không | Một số           | Không            |        |    |
| Bồ Đào Nha   | Có (Từ năm 2001)                                                                   | Có                                                                                    | Có (Từ năm 2010)                                                             | Có (Từ năm 2016)                                                                                                   | Tất cả           | Có               |        |    |
| România      | Không                                                                              | Không                                                                                 | Không                                                                        | Không | All              | Có               |        |    |
| Slovakia     | Có (Quyền hạn chế đối với "người thân" được công nhận theo luật dân sự và hình sự) | Không                                                                                 | Cấm theo hiến pháp                                                           | Không | Tất cả           | Có               |        |    |
| Slovenia     | Có (Từ năm 2017)                                                                   | Có (Đối tác đã đăng ký từ năm 2006)                                                   | Không                                                                        | Nuôi con nuôi từ năm 2011                                                                                          | Tất cả           | Có               |        |    |
| Tây Ban Nha  | Có (Từ năm 1995)                                                                   | Có (Tất cả các khu vực và thành phố tự trị của Tây Ban Nha kể từ năm 2018)            | Có (Từ năm 2005)                                                             | Có | Tất cả           | Có               |        |    |
| Thụy Điển    | Có (Từ năm 1988)                                                                   | Đối tác đăng ký từ năm 1995 đến 2009; quan hệ đối tác nhất định vẫn được công nhận    | Có (Từ năm 2009)                                                             | Có (Từ năm 2002)                                                                                                   | Tất cả           | Có               |        |    |

Do tranh chấp Síp đặt Bắc Síp bên ngoài sự kiểm soát của Cộng hòa Síp, luật pháp EU bị đình chỉ trong khu vực do Cộng hòa Bắc Síp thuộc Thổ Nhĩ Kỳ cai trị.
| Quyền LGBT ở: | Kết hợp dân sự | Hôn nhân | Con nuôi | Luật chống phân biệt đối xử | Luật tội ác kì thị /lời nói thù hận |
| ------------- | -------------- | -------- | -------- | --------------------------- | ----------------------------------- |
| Bắc Síp       | Không          | Không    | Không    | Tất cả                      | Có                                  |

## Dư luận
Dưới đây là tỷ lệ người được hỏi cho mỗi quốc gia đồng ý với các tuyên bố sau trong Eurobarometer 2015 về phân biệt đối xử. Cột cuối cùng là sự thay đổi so với Eurobarometer 2006, nơi những người được hỏi đã trình bày một tuyên bố hơi khác biệt "Hôn nhân đồng giới nên được cho phép trên khắp châu Âu".
| Quốc gia thành viên | "Người đồng tính nam và đồng tính nữ nên có quyền như nhau như người dị tính" | "Không có gì sai trong một mối quan hệ tình dục giữa hai người cùng giới" | "Hôn nhân đồng giới nên được phép trên khắp châu Âu" | Thay đổi từ năm 2006 về tuyên bố cuối cùng |
| ------------------- | ----------------------------------------------------------------------------- | ------------------------------------------------------------------------- | ---------------------------------------------------- | ------------------------------------------ |
| Liên minh châu Âu   | 71%                                                                           | 67%                                                                       | 61%                                                  | +17                                        |
| Áo                  | 70%                                                                           | 67%                                                                       | 62%                                                  | +13                                        |
| Bỉ                  | 81%                                                                           | 82%                                                                       | 77%                                                  | +15                                        |
| Bulgaria            | 51%                                                                           | 27%                                                                       | 17%                                                  | +2                                         |
| Croatia             | 48%                                                                           | 39%                                                                       | 37%                                                  | n/a                                        |
| Síp                 | 62%                                                                           | 40%                                                                       | 37%                                                  | +23                                        |
| Cộng hòa Séc        | 62%                                                                           | 60%                                                                       | 57%                                                  | +5                                         |
| Đan Mạch            | 90%                                                                           | 88%                                                                       | 87%                                                  | +18                                        |
| Estonia             | 45%                                                                           | 40%                                                                       | 31%                                                  | +10                                        |
| Phần Lan            | 74%                                                                           | 71%                                                                       | 66%                                                  | +21                                        |
| Pháp                | 81%                                                                           | 83%                                                                       | 71%                                                  | +23                                        |
| Đức                 | 70%                                                                           | 74%                                                                       | 66%                                                  | +14                                        |
| Hy Lạp              | 62%                                                                           | 42%                                                                       | 33%                                                  | +18                                        |
| Hungary             | 49%                                                                           | 44%                                                                       | 39%                                                  | +21                                        |
| Ireland             | 87%                                                                           | 82%                                                                       | 80%                                                  | +39                                        |
| Ý                   | 72%                                                                           | 61%                                                                       | 55%                                                  | +24                                        |
| Latvia              | 42%                                                                           | 23%                                                                       | 19%                                                  | +7                                         |
| Litva               | 44%                                                                           | 30%                                                                       | 24%                                                  | +7                                         |
| Luxembourg          | 75%                                                                           | 80%                                                                       | 75%                                                  | +17                                        |
| Malta               | 77%                                                                           | 71%                                                                       | 65%                                                  | +47                                        |
| Hà Lan              | 96%                                                                           | 91%                                                                       | 91%                                                  | +9                                         |
| Ba Lan              | 37%                                                                           | 37%                                                                       | 28%                                                  | +11                                        |
| Bồ Đào Nha          | 71%                                                                           | 59%                                                                       | 61%                                                  | +32                                        |
| Romania             | 36%                                                                           | 24%                                                                       | 21%                                                  | +10                                        |
| Slovakia            | 36%                                                                           | 33%                                                                       | 24%                                                  | +5                                         |
| Slovenia            | 54%                                                                           | 55%                                                                       | 54%                                                  | +23                                        |
| Tây Ban Nha         | 90%                                                                           | 87%                                                                       | 84%                                                  | +28                                        |
| Thụy Điển           | 95%                                                                           | 93%                                                                       | 90%                                                  | +19                                        |